# Ogier Ghislain de Busbecq
Ogier Ghiselin de Busbecq (1522 en Comines – 29 de octubre de 1592 en Saint-Germain-sous-Cailly; en latín: Augerius Gislenius Busbequius, a veces Augier Ghislain de Busbecq) fue un escritor, herbolario y diplomático flamenco del siglo XVI al servicio de tres generaciones de monarcas austriacos. Se desempeñó como embajador ante el Imperio Otomano en Constantinopla y en 1581 publicó un libro sobre su tiempo allí, Itinera Constantinopolitanum et Amasianum, reeditado en 1595 bajo el título de Turcicae epistolae o Cartas turcas. Sus cartas también contienen la única lista de palabras sobreviviente del gótico de Crimea, un dialecto germánico hablado en ese momento en algunas regiones aisladas de la península. Se le atribuye la introducción de los tulipanes en Europa occidental y el origen de su nombre.

## Primeros años
Nació hijo ilegítimo del Seigneur de Busbecq, Georges Ghiselin, y su amante Catherine Hespiel, aunque más tarde fue legitimado. Creció en el castillo de Busbecq (en la actual Bousbecque, Norte, Francia), estudiando en Wervik y Comines, que en ese momento formaban parte de la Provincia de Flandes Occidental española, una provincia del Sacro Imperio Romano Germánico.
Las dotes intelectuales de Busbecq lo llevaron a realizar estudios avanzados en la Universidad de lengua latina de Lovaina, donde se registró en 1536 con el nombre de Ogier Ghislain de Comines. A partir de ahí, pasó a estudiar en varias universidades de renombre en el norte de Italia, incluso tomando clases de italiano en Venecia.
Al igual que su padre y su abuelo, Busbecq eligió una carrera de servicio público. Comenzó a trabajar en la corte del posterior emperador Fernando I del Sacro Imperio Romano Germánico aproximadamente en 1552. En 1554, fue enviado a Inglaterra para el matrimonio en Winchester de la reina inglesa María Tudor con Felipe II de España.

## En la corte otomana

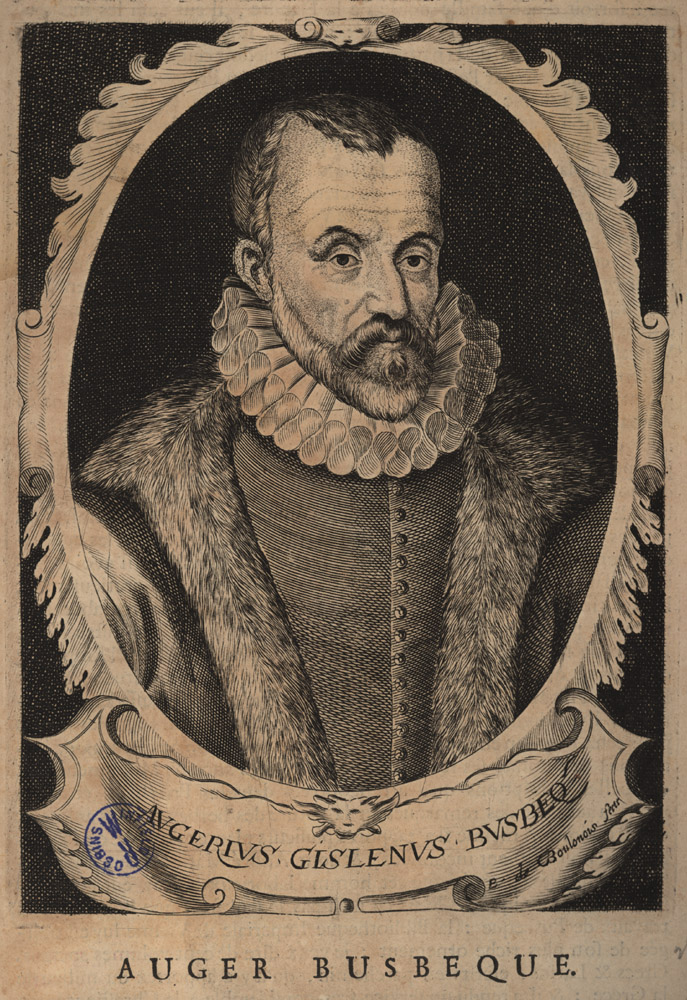

En 1554 y nuevamente en 1556, Ferdinand nombró a Busbecq embajador ante el Imperio Otomano bajo el gobierno de Solimán el Magnífico. Su tarea durante gran parte del tiempo que estuvo en Constantinopla fue la negociación de un tratado fronterizo entre su empleador (el futuro emperador del Sacro Imperio Romano Germánico) y el sultán sobre el territorio en disputa de Transilvania. No tuvo éxito en esta misión mientras Rüstem Bajá era el visir del sultán, pero finalmente llegó a un acuerdo con su sucesor Semiz Ali Paşa.
Durante su estancia en Constantinopla, Busbecq escribió su obra más conocida, las Cartas turcas, un compendio de correspondencia personal con su amigo y compañero diplomático húngaro, Nicholas Michault, en Flandes y parte de la primera literatura de viajes del mundo. Estas cartas, junto con las xilografías de Melchior Lorck, describen sus aventuras en la política otomana y siguen siendo una de las principales fuentes primarias para los estudiosos de la corte otomana del siglo XVI. También escribió con enorme detalle sobre la vida vegetal y animal que encontró en Turquía. Sus cartas también contienen la única lista de palabras sobreviviente del gótico de Crimea, un dialecto germánico hablado en ese momento en algunas regiones aisladas del lugar.
Busbecq descubrió una copia casi completa de Res Gestae Divi Augusti, un relato de la vida y los logros del emperador romano Augusto, en el Monumento de Ancira. Identificó su origen a partir de su lectura de Suetonio y publicó una copia de partes de él en sus Cartas turcas.
Fue un ávido coleccionista, adquiriendo valiosos manuscritos, monedas raras y curiosidades de varios tipos. Entre sus descubrimientos más conocidos se encuentra una copia del siglo VI de De Materia Medica de Dioscórides, un compendio de hierbas medicinales. El emperador lo compró por recomendación de Busbecq; el manuscrito ahora se conoce como el Dioscórides de Viena. Su pasión por la herbolaria le llevó a enviar bulbos de tulipanes turcos a su amigo Charles de l'Écluse, quien los aclimató a la vida en los Países Bajos. Los llamó "tulipán", confundiendo la palabra turca con turbante (tulipante) que a menudo se decoraba con la flor (conocida en turco como lale). A Busbecq también se le atribuye la introducción de la lila en el norte de Europa (aunque esto se debate), así como la cabra de angora.

## La vida después de Turquía

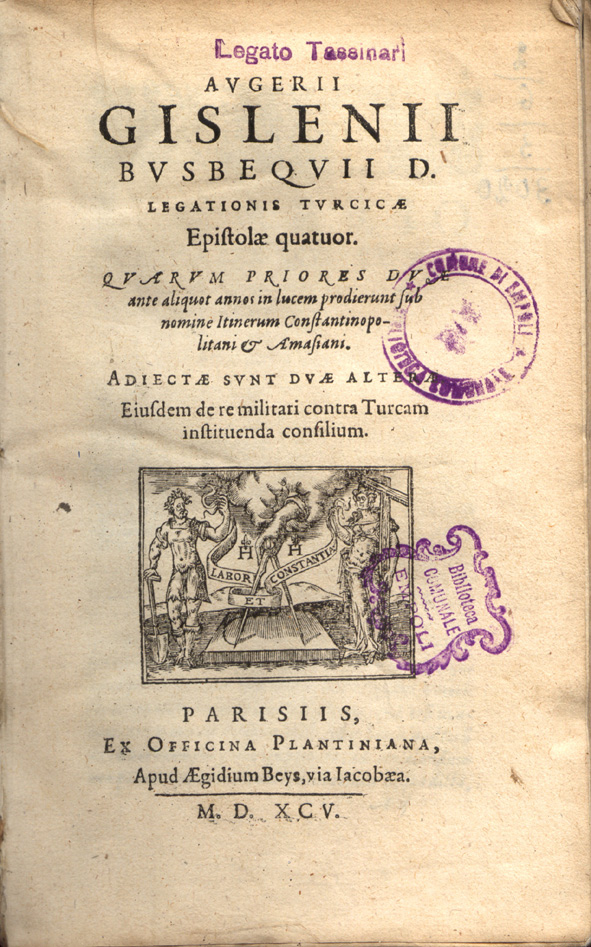
Portada de Turcicae epistolae, 1595 ed.

Regresó de Turquía en 1562 y se convirtió en consejero de la corte de Fernando I en Viena y tutor de sus nietos, los hijos del futuro emperador Maximiliano II. Busbecq terminó su carrera como tutor de Isabel de Austria, hija de Maximiliano y viuda del rey francés Carlos IX. Continuó sirviendo a la monarquía austríaca, observando el desarrollo de las guerras de religión francesas en nombre de Rodolfo II. Finalmente, en 1592 y acercándose al final de su vida, decidió dejar su residencia en Mantes-la-Jolie, en las afueras de París, por su natal Flandes Occidental, pero fue asaltado y robado por miembros de la Liga Católica cerca de Ruan. Murió unos días después. Su cuerpo está enterrado en la capilla del castillo de Saint-Germain-sous-Cailly, cerca de donde murió, y su corazón fue embalsamado y enviado a la tumba familiar en Bousbecque.